# Brazilska ekspedicijska sila
Brazilska ekspedicijska sila (portugalsko: Força Expedicionária Brasileira, angleško: Brazilian Expeditionary Force; kratica BEF/FEB) je bil brazilski kontigent, ki se je boril na strani zahodnih zaveznikov med drugo svetovno vojno.
Vrhovni poveljnik FEB je bil general Mascarenhas de Moraes.

## Organizacija
Kopenska vojska
- 1. brazilska divizija

- 1. polkovna bojna skupina
- 6. polkovna bojna skupina
- 11. polkovna bojna skupina

Vojno letalstvo
- 1. lovska skupina

Vojna mornarica